# Ramna (Bitola)
Ramna (macedónul: Рамна) település Észak-Macedóniában, a Pelagonijai körzet Bitolai járásában.

## Népesség
2002-ben 61 lakosa volt, melyből 53 macedón, 7 albán és 1 egyéb.